# Vajradhatu
Vajradhatu est le nom d'un réseau de centres bouddhistes créés en occident par Chögyam Trungpa Rinpoché. Après le décès de ce professeur-fondateur, sa communauté a changé de nom pour s'appeler Shambala International.